# الناموس (مسلسل)
الناموس مسلسل كويتي، من إخراج جاسم المهنا، وتأليف محمد أنور محمد.

## الممثلون
- محمد المنصور، بدور «سعد».
- هيفاء عادل، بدور «نعمة».
- جاسم النبهان، بدور «راشد الماثر».
- خالد أمين، بدور «طلال».
- فيصل العميري، بدور «ناصر».
- عبير أحمد، بدور «علياء».
- بثينة الرئيسي، بدور «غنيمة».
- حسين المهدي، بدور «سالم».
- عبد الله بهمن، بدور «نبيل».
- منى حسين، بدور «بيبي».
- عبد الله الزيد، بدور «رياض».
- حصة النبهان، بدور «شيخة».
- مشاري المجيبل، بدور «عبد الله».
- جاسم عباس، بدور «إبراهيم».
- فتات سلطان، بدور «شاهة».
- غدير زايد، بدور «حنان».
- أحمد النجار، بدور «فواز».
- رانيا شهاب، بدور «هدى».
- عبد الله الفريح، بدور «كريم».
- إسماعيل الراشد، بدور «هاني».
- زينة مهدي، بدور «أمينة».
- عباس خليفي، بدور «د. علي».
- شملان المجيبل، بدور «نواف».
- شبنم خان، بدور «حصة».
- أسمهان توفيق، بدور «موضي».
- فهد العبد المحسن، بدور «أبو محمد».
- ناصر كرماني، بدور «عادل».
- غدير السبتي، بدور «فاطمة أم طلال».
- سعد كنعان، بدور «مذيع».
- محمد أشكناني، بدور «فهد».
- نجاح الخطيب، بدور «أبو زيد».
- فرحان هلال، بدور «سامي».
- مشعل المغري.